# Towarzystwo Przyjaciół Łodzi
Towarzystwo Przyjaciół Łodzi – organizacja pożytku publicznego, której celem działalności jest według statutu krzewienie miłości do Łodzi, pielęgnowanie jej tradycji oraz upowszechnianie wiedzy o mieście.

## Historia
Towarzystwo powstało w maju 1936, a zarejestrowane zostało w 1937 i liczyło wówczas 73 członków. Jego założycielami byli: inż. Karol Bajer, mecenas Bolesław Fichna, inż. B. Michelis, inż. Zygmunt Gundlach. Siedziba Towarzystwa mieściła się przy ul. Piotrkowskiej 102. W pierwszym Zarządzie zasiedli m.in. przemysłowiec Robert Geyer jako prezes, naczelny inżynier Kolei Elektrycznej Łódzkiej Włodzimierz Goebel, właściciel apteki Robert Rembieliński, ks. prałat Dominik Kaczyński, przemysłowiec Zygmunt Fiedler, dziennikarz „Kuriera Łódzkiego” Stanisław Rachalewski, wicedyrektor Izby Handlowo-Przemysłowej Mieczysław Hertz.
Po długoletniej przerwie Towarzystwo zostało reaktywowane 27 listopada 1959. Pierwszym prezesem oraz jednym z założycieli Towarzystwa był Eugeniusz Ajnenkiel. Kolejnymi prezesami TPŁ byli Sergiusz Kłaczkow, Mieczysław Woźniakowski, Józef Niewiadomski, Krystyna Bobrowska oraz od 1999 Ryszard Bonisławski.
Początkowo członkowie Towarzystwa urzędowali w pomieszczeniu oddanym na działalność stowarzyszenia przez władze miasta przy ul. Piotrkowskiej 104. W styczniu 1976 Towarzystwo przeniosło się do Muzeum Historii Miasta Łodzi przy ul. Ogrodowej 15. Kolejna siedziba mieściła się w filii Muzeum Historii Miasta Łodzi przy pl. Wolności 2, następna przy ul. Łagiewnickiej 54/56, obecnie siedziba TPŁ  mieści się przy ulicy ul. Stefana Żeromskiego 11 w budynku Centrum Kształcenia Zawodowego i Ustawicznego. 
W 1965 TPŁ zostało odznaczone Odznaką 1000-lecia Państwa Polskiego, w 1979 Honorową Odznaką Miasta Łodzi, a w 1999 Odznaką „Za Zasługi dla Miasta Łodzi”.
W 2007 stowarzyszenie ustanowiło medal Pro publico bono im. Sabiny Nowickiej. Honoruje się nim osoby szczególnie zasłużone dla kultury polskiej i miasta Łodzi. Kapituła przyznała to szczególne wyróżnienie m.in. Annie Kuligowskiej-Korzeniewskiej, Krystynie Bobrowskiej, Wojciechowi Nowickiemu, ks. Waldemarowi Sondce, Ryszardowi Bonisławskiemu.

## Cele i środki działania
Celem działalności stowarzyszenia jest według statutu krzewienie miłości do Łodzi, pielęgnowanie jej tradycji, upowszechnianie wiedzy o mieście, jej przeszłości i pracy dnia dzisiejszego, zespalanie wysiłków społecznych oraz współpraca z władzami miasta w dziedzinie szeroko pojętej estetyki miasta, urbanistyki, a w szczególności z konserwatorem zabytków w celu roztoczenia nad nimi należytej opieki.
Realizując cele statutowe Towarzystwo stosuje różne środki, m.in.:
1. Inicjowanie projektów wynikających z zadań Towarzystwa i organizowanie publicznych zebrań i dyskusji nad nimi,
2. Inicjowanie badań naukowych nad dawną i dzisiejszą Łodzią oraz inspirowanie twórców do tworzenia dzieł tematycznie związanych z Łodzią,
3. Gromadzenie zbiorów świadczących o przeszłości Łodzi i przekazywanie ich odpowiednim muzeom łódzkim,
4. Wydawanie dokumentów archiwalnych, wspomnień, albumów, kart widokowych, wydawnictw artystycznych i innych publikacji mających na celu upowszechnianie wiedzy o dawnej i współczesnej Łodzi,
5. Organizowanie lub inicjowanie zjazdów, konferencji, dyskusji publicznych i wycieczek związanych z celami Towarzystwa,
6. Ogłaszanie lub inicjowanie wszelkiego rodzaju odczytów, zjazdów, spotkań autorskich, imprez i wystaw, konkursów wynikających z zadań i działalności Towarzystwa,
7. Budzenie zainteresowania Łodzią jako obiektem turystyki wykorzystując wszystkie możliwe formy przekazu i informacji w tym radia, telewizji, prasy[2].

### Sekcje i kluby
W ramach Towarzystwa funkcjonują 3 sekcje – szkolna, turystyczna, imprezowo-kulturalna oraz 5 klubów – miłośników teatru, przyjaciół filharmonii, miłośników literatury współczesnej, miłośników poezji, miłośników przyrody.
Wcześniej istniała także Sekcja Wydawnicza oraz od 1967 Sekcja Tradycji Łódzkiej i Łodzi Współczesnej, w której miejsce powołano w 1980 Sekcję Turystyczną.

#### Sekcja Szkolna
Sekcja Szkolna powstała w 1960. Pierwszą przewodniczącą była Janina Gemelowa, a od jej śmierci w 1979 funkcję tę pełniła Albina Krucińska. Obecną przewodniczącą jest Janina Mitek.
W ramach sekcji szkolnej istnieją szkolne koła TPŁ. Działają one przy przedszkolu miejskim nr 36 i 153, szkole podstawowej nr 19, 30, 34, 51, 70, 113, 125, 138 i 175, gimnazjum nr 5, 11, 19 i 22, XXI Liceum Ogólnokształcącym, Zespole Szkół Ogólnokształcących nr 7 oraz Zespole Szkół Specjalnych nr 2.

#### Sekcja Turystyczna
Sekcja Turystyczna została powołana do życia uchwałą Prezydium Towarzystwa Przyjaciół Łodzi 5 czerwca 1980 jako następczyni Sekcji Tradycji Łódzkiej i Łodzi Współczesnej. Jej przewodniczącym został Stanisław Łukawski.
Jedną z form działalności sekcji jest organizacja sobotnich wycieczek po Łodzi i najbliższej okolicy, skupiając dziesiątki zwiedzających. Ma to umożliwić zapoznanie mieszkańców z nieznanymi i nieodkrytymi miejscami.
Początkowo prowadzili je m.in. Stanisław Łukawski, Henryk Szubert i Feliks Bryś, później Ryszard Bonisławski i Bogumił Zawadzki. Obecnie spacery prowadzi Marta Zawadzka.
Udział w spacerach jest bezpłatny dzięki dofinansowaniu udzielonemu przez Biuro Promocji, Turystyki i Współpracy z Zagranicą Urzędu Miasta Łodzi.

#### Sekcja Imprezowo-Kulturalna
Sekcja Imprezowo-Kulturalna organizuje różnego rodzaju imprezy okolicznościowe, m.in. z okazji Międzynarodowego Dnia Teatru. Członkowie sekcji biorą także udział w wielu spotkaniach, imprezach i przedsięwzięciach reprezentując na nich Towarzystwo Przyjaciół Łodzi. Przewodniczącą sekcji jest Jadwiga Kolanek.

## Zarząd TPŁ
- Prezes – Ryszard Bonisławski
- Wiceprezes – Elżbieta Koncewicz
- Wiceprezes – Barbara Cygan
- Sekretarz – Elżbieta Malińska
- Skarbnik – Lucyna Sochaczewska
- Przewodnicząca sekcji imprezowo-teatralnej – Jadwiga Kolanek
- Przewodnicząca sekcji szkolnej – Janina Mitek
- Przewodnicząca sekcji turystycznej – Marta Domańska
- Pozostali członkowie zarządu: Dariusz Chwalborski, Marek Kołacz, Zdzisław Kurman, Andrzej Mucha, Anna Nuc, Wiesława Pietura, Jan Siciński, Teresa Urbańska, Agnieszka Wasiak, Katarzyna Wiśniewska, Elżbieta Wojsa, Jadwiga Zareda, Leokadia Zawadzka.

Zarząd został powołany na kadencję 2011–2015.